# Nikon z Radoneża
Nikon z Radoneża (ur. w Juriewie Polskim, zm. 17 listopada 1426 w Siergijew Posadzie) – święty mnich prawosławny.
Był jednym z uczniów późniejszego świętego Sergiusza z Radoneża, który w młodym wieku przyłączył się do tego zakonnika, pod wpływem powszechnej opinii o jego heroicznych cnotach. Rok złożenia przez niego ślubów monastycznych oraz imię świeckie są nieznane. Nikon pozostawał pod opieką innego późniejszego świętego, mnicha Atanazego, we wspólnocie założonej przez św. Sergiusza. Wiadomo, że przebywał przez pewien czas również w innych monasterach i to tam został hieromnichem. Wrócił jednak do klasztoru Trójcy Świętej, którego przełożonym był Sergiusz. Ten przed śmiercią wyznaczył go na swojego następcę. 
Po otrzymaniu godności ihumena Nikon kontynuował dzieło swojego nauczyciela, zachowując bez zmian opracowaną przez niego regułę. Razem z innymi mnichami umartwiał się i pracował. Kontynuował również prace budowlane w monasterze. 5 czerwca 1422 doprowadził do przeniesienia relikwii św. Sergiusza z Radoneża do będącej wciąż w budowie cerkwi Św. Trójcy. Cztery lata później zmarł i został pochowany obok raki z relikwiami swojego nauczyciela. W 1560 w kompleksie budynków monasteru powstała cerkiew pod jego wezwaniem.